# 앗타우바
수라 앗타우바(아랍어: سورة التوبة ‘회개’[*])은 꾸르안의 9번째 수라(장)이다. 비록 앞쪽의 수라이지만, 이 장은 선지자 무함마드(그분에게 평화가 깃들기를)께서 받은 장 중 끝쪽에 해당된다.

## 개요
이 장은 유일하게 '비스밀라 이르라흐만 이르라힘(자비로운 하나님의 이름으로)'으로 시작하지 않는데, 그 이유에 대해서는 불신자들에 대한 경고라는 설이 유력하다. 때문에 그에 대한 시작 역시 그러한 내용을 담고 있다.
이 장의 5절과 111절은 소위 '테러 구절'이라 불리며, 서구에서 이슬람을 왜곡하는 데 자주 악용되기도 한다.
| 이 전 알안팔 | 수라 9 (아랍어 원문) | 다 음 유누스 (수라) |
| 1 2 3 4 5 6 7 8 9 10 11 12 13 14 15 16 17 18 19 20 21 22 23 24 25 26 27 28 29 30 31 32 33 34 35 36 37 38 39 40 41 42 43 44 45 46 47 48 49 50 51 52 53 54 55 56 57 58 59 60 61 62 63 64 65 66 67 68 69 70 71 72 73 74 75 76 77 78 79 80 81 82 83 84 85 86 87 88 89 90 91 92 93 94 95 96 97 98 99 100 101 102 103 104 105 106 107 108 109 110 111 112 113 114 |                      |                     |